# Alberto Bonsignori
Alberto Bonsignori (Verona, XV secolo – XV secolo) è stato un pittore italiano.
Alberto Bonsignori è stato un pittore italiano, padre di Francesco, di Bernardino, di Girolamo e di Cherubino Bonsignori, pittori veronesi e ha dato origine alla famiglia di artisti italiani dei Bonsignori.